# 242
| Calendário gregoriano                                                        | 242 CCXLII                      |
| Ab urbe condita                                                              | 995                             |
| Calendário arménio                                                           | -310 – -309                     |
| Calendário bahá'í                                                            | -1602 – -1601                   |
| Calendário budista                                                           | 786                             |
| Calendário chinês                                                            | 2938 – 2939                     |
| Calendário copta                                                             | -42 – -41                       |
| Calendário etíope                                                            | 234 – 235                       |
| Calendários hindus - Vikram Samvat - Calendário nacional indiano - Cáli Iuga | 297 – 298 163 – 164 3342 – 3343 |
| Calendário Holoceno                                                          | 10242                           |
| Calendário islâmico                                                          | 392 BH – 391 BH                 |
| Calendário judaico                                                           | 4002 – 4003                     |
| Calendário persa                                                             | 380 BP – 379 BP                 |
| Calendário rúnico                                                            | 492                             |
| Calendário solar tailandês                                                   | 785                             |

242 (CCXLII na numeração romana) foi um ano comum do século III do Calendário Juliano, da Era de Cristo, a sua letra dominical foi B (52 semanas), teve início e fim num sábado.
| Ano completo                   |
| ------------------------------ |
| Ano comum com início ao sábado |